# Старообрядные храмы Владимирской области
| # | Название                                | Фото | Местоположение                                                                              | Координаты                      | Год постройки | Состояние    | Епархия                                 |
| - | --------------------------------------- | ---- | ------------------------------------------------------------------------------------------- | ------------------------------- | ------------- | ------------ | --------------------------------------- |
| 1 | Церковь Николая Чудотворца              |      | Владимирская обл.,г. Александров, ул. Киржачская                                            | 56°23′23″ с. ш. 38°44′35″ в. д. | 2019          | Действует    | Древлеправославная Поморская Церковь    |
| 2 | Церковь Троицы Живоначальной (Красная)  |      | Россия, Владимирская область, г. Владимир, ул. Дворянская, д. 2                             | 56°04′25″ с. ш. 40°14′05″ в. д. | 1913-1916     | Не действует | Музей                                   |
| 3 | Церковь Успения Пресвятой Богородицы    |      | Россия, Владимирская область, г. Владимир, ул. Большая Московская, 106-А                    | 56°08′01″ с. ш. 40°25′22″ в. д. | 1649          | Действует    | РПСЦ, Нижегородско-Владимирская епархия |
| 4 | Церковь Воздвижения Креста Господня     |      | Владимирская область, Меленковский район, г.Меленки, ул. Красноармейская,85                 | 55°20′22″ с. ш. 41°37′56″ в. д. | 2016          | Действует    | РПСЦ, Нижегородско-Владимирская епархия |
| 5 | Церковь Троицы Живоначальной            |      | п. Мстера, ул.Ленинградская, д.54                                                           | 56°22′51″ с. ш. 41°55′49″ в. д. | 1847-1852     | Не действует | Единоверческие храмы                    |
| 6 | Старообрядческая моленная А.Т. Карповой |      | Владимирская область, Петушинский район, д. Сушнево I, территория бывш. здравницы "Сушнево" | 55°55′52″ с. ш. 39°42′43″ в. д. | 1879-1899     | Не действует | РПСЦ, Московская епархия                |